# Xã Reading, Quận Perry, Ohio
Xã Reading (tiếng Anh: Reading Township) là một xã thuộc quận Perry, tiểu bang Ohio, Hoa Kỳ. Năm 2010, dân số của xã này là 4.370 người.